# Helicobacter
Хеликобактерии (лат. Helicobacter) — род грамотрицательных бактерий, обладающих характерной спиралевидной формой. Изначально считалось, что бактерии данного вида принадлежат к роду Campylobacter, однако в 1989 году было опубликовано достаточно сведений, чтобы вывести Helicobacter в отдельный род. В род включают около 35 видов.
Некоторые виды хеликобактерий обнаружены в слизистой оболочке верхних отделов желудочно-кишечного тракта, а также в печени некоторых млекопитающих и птиц. Наиболее известным представителем рода является Helicobacter pylori, который поражает до 50 % человеческой популяции. Штаммы H. pylori являются патогенными для человека, так как являются основной причиной язв желудка и
двенадцатиперстной кишки, хронических гастритов, дуоденитов, и рака желудка.
Бактерии рода Helicobacter способны жить в кислом содержимом желудка млекопитающих, вырабатывая в больших количествах фермент уреазу, который повышает pH от 2 до более биологически совместимого диапазона от 6 до 7. Бактерии этого рода восприимчивы к таким антибиотикам как пенициллин, также бактерии этого вида являются микроаэрофильными (оптимальная концентрация кислорода от 5 до 14 %) и капнофильными, а также очень быстро передвигаются с помощью своих жгутиков.

## Классификация
В род включают следующие виды:
- Helicobacter acinonychis
- Helicobacter ailurogastricus
- Helicobacter anseris
- Helicobacter aurati
- Helicobacter apri
- Helicobacter baculiformis
- Helicobacter bilis
- Helicobacter bizzozeronii
- Helicobacter brantae
- Helicobacter canadensis
- Helicobacter canicola
- Helicobacter canis
- Helicobacter cetorum
- Helicobacter cholecystus
- Helicobacter cinaedi
- Helicobacter cynogastricus
- Helicobacter equorum
- Helicobacter felis
- Helicobacter fennelliae
- Helicobacter ganmani
- Helicobacter heilmannii
- Helicobacter hepaticus
- Helicobacter himalayensis
- Helicobacter japonicus
- Helicobacter mesocricetorum
- Helicobacter macacae
- Helicobacter marmotae
- Helicobacter mastomyrinus
- Helicobacter mesocricetorum
- Helicobacter muridarum
- Helicobacter mustelae
- Helicobacter pametensis
- Helicobacter pullorum
- Helicobacter pylori
- Helicobacter rappini
- Helicobacter rodentium
- Helicobacter saguini
- Helicobacter salomonis
- Helicobacter suis
- Helicobacter trogontum
- Helicobacter typhlonius
- Helicobacter valdiviensis
- Helicobacter winghamensis